# Église Saint-Pierre-et-Saint-Paul de Nivillac
Pour les articles homonymes, voir Église Saint-Pierre-et-Saint-Paul.
L'église Saint-Pierre-et-Saint-Paul est un édifice religieux situé sur la commune de Nivillac, dans le département du Morbihan, dans la région Bretagne, en France.

## Géographie
Situé dans le bourg de la commune, cet édifice est l'église paroissiale de Nivillac.

## Toponymie
L'église est citée dès 1063 sous le nom de Aecclesiam Sancti-Petri in Nuilac dans un acte du cartulaire de Redon.
Son vocable tend à prouver que la construction de cette église ne résulte d'aucune influence bretonne, mais que ses origines se confondent avec celle du diocèse de Nantes. La qualité de doyen du recteur de Nivillac s'expliquerait par l'antériorité de la création de la paroisse sur celle de La Roche-Bernard.
Cependant, on trouve aussi la mention de Sainct-Pere en 1455. .

## Histoire
L'église n'appartenait à aucun monastère ; le recteur y était nommé directement par l'évêque de Nantes.

### Ancienne église
Les murs de sa nef, percés d'arcades en plein cintre, sont antérieurs à l'époque romane. Ses murs ont toujours été conservés malgré toutes les transformations effectuées aux XIIe et XVe siècles selon les styles successifs des époques.

Le Bulletin annuel de la société polymathique du Morbihan en fait une description brève dans sa parution de 1863 : 

« Petit appareil irrégulier. Forme de croix latine, dont les deux bras, peu profonds, sont d'inégale largeur. Deux bas-côtés. Abside demi-circulaire allongée, moins élevée que la nef. Contreforts simples, adhérents, peu saillants, très élevés. Absence de corniche. Sur l'inter-transept, grosse tour carrée amortie en ardoises. À l'ouest, porte plein cintre sans aucun ornement ni tailloir. Dimensions du monument dans l'œuvre : 30 m sur 12 m environ. Six travées d'architecture. Arcades plein cintre, retombant sur les piliers à simple tailloir, au chœur sur des colonnettes cylindriques engagées. Lambris simple, très élevé à la nef. Entraits à têtes de crocodile, au transept nord. Fenêtres en cintre brisé, dimensions de 1 à 2 ; l'une d'elles à quatre feuilles et trilobé aigus. À l'ouest, fenêtres étroites en plein cintre, et au-dessus, oculus circulaire entouré de six petites ouvertures également circulaires. Traces de vitraux. »

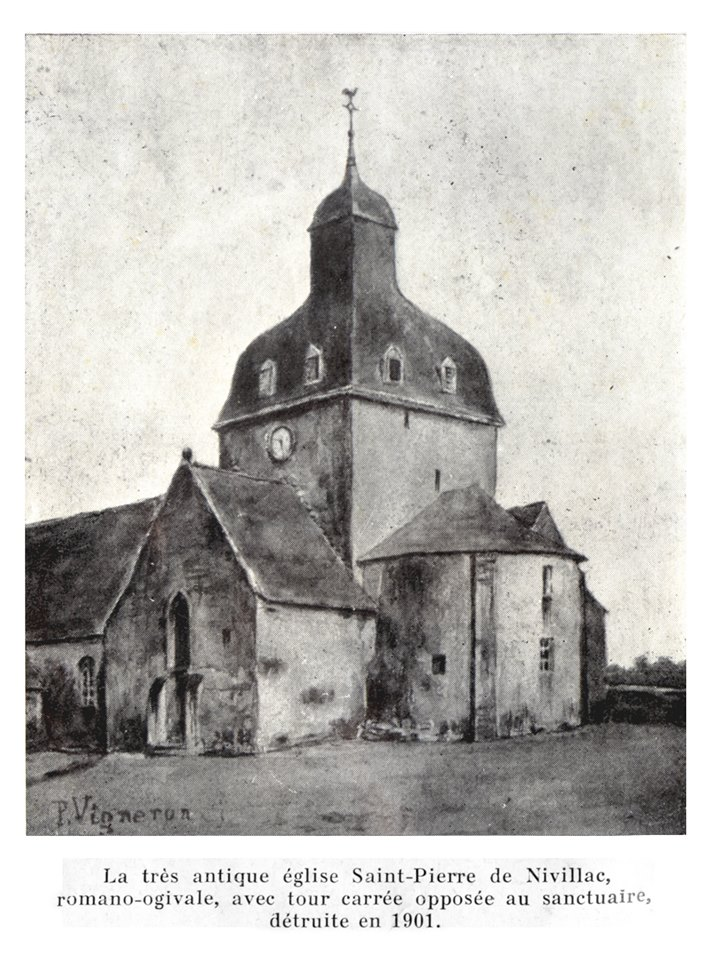
L'ancienne église de Nivillac.
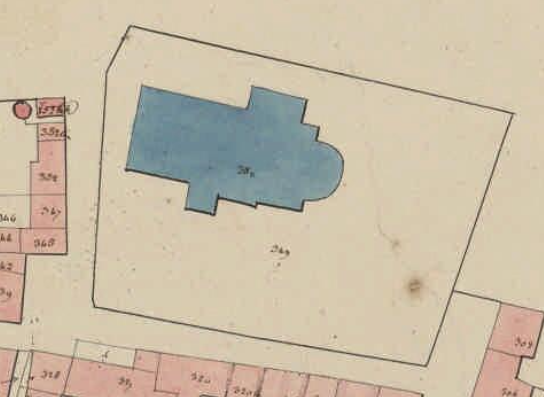
Église Saint-Pierre de Nivillac sur le plan napoléonien de 1835.

### Nouvelle église
Le 27 août 1899, le conseil municipal de Nivillac admet la nécessité absolue de reconstruire l'église paroissiale à la suite d'une demande d'une subvention de 30 000 F par le conseil de fabrique de Nivillac. Conçu par l'architecte Mathurin Fraboulet, un projet de reconstruction fut accepté par le préfet du Morbihan le 22 janvier 1900. Son objectif était de contenir près de 1 250 personnes. Entièrement en granite et paré de pierre blanche, le projet fut annulé faute de financement.
C'est à partir de juillet 1900 que commence finalement la construction de la nouvelle église. Toujours dédiée à saint Pierre et saint Paul, elle fut consacrée le 15 octobre 1902. L'édifice restera sans clocher jusqu'en 1929. L'édifice actuel n'a pas beaucoup d'intérêt mais renfermait un tableau remarquable de Christ bénissant du XVIIe siècle classé monument historique.
En 2002, une grande célébration fut organisée pour le centenaire de l'église.

## Aménagements extérieures

### Translation du cimetière
Les mesures de modernisation de l'État durant le règne de Napoléon III ont conduit à supprimer les sépultures à l'intérieur des agglomérations. Lors du conseil Municipal du 10 mai 1858, on évoqua pour la première fois cette translation en ces termes :

« Par une circulaire en date du 19 mars 1857, monsieur le préfet nous rappelle que, si le cimetière actuel de la commune de Nivillac est dans l'enceinte du bourg, on devra nécessairement en établir un nouveau à une distance de 30 ou 40 mètres au moins du bourg, réunissant les conditions voulues par le décret du 23 prairial an XII. Par une autre lettre du 27 avril dernier, monsieur le préfet prescrit une distance d'au moins 100 mètres du bourg et de toute habitation...
1. que la translation du cimetière est admise en principe
2. que le terrain de la Croix-Jacques, joignant le chemin de Folleux à La Roche-Bernard, soit adopté comme réunissant les conditions voulues par le décret du 23 prairial an XII ; qu'en conséquence le Maire est autorisé à le faire fouiller de nouveau afin de s'assurer que la nature permet, dans toutes ses parties, d'y creuser les fosses à la profondeur voulue.
3. pour pourvoir à cette dépense, le conseil est d'avis que la route no 1 soit réduite à sa valeur réglementaire et que les excédents soit vendus, pour que le produit soit appliqué à payer la dépense que nécessite la translation du cimetière. »

Finalement, les nombreux débats de conseil municipal ont mis en avant que le prix de vente demandé par le propriétaire de la Croix-Jacques était trop élevé. Les finances de la commune n'étant pas florissantes, on décida de chercher un autre terrain. Monsieur de Kercado, propriétaire du château de Lourmois, fit alors don d'un terrain dépendant de celui-ci, il fut pour cela attendre 1876. Il fallut encore 5 ans pour réaliser les travaux d'aménagement.

Voici comment l'abbé Gougeon, recteur de la paroisse de 1878 à 1897, décrivit la translation du cimetière : 

« Le lundi 26 mars 1881, on commença l'enlèvement des terres de l'ancien cimetière, situé autour de l'église. Elles furent transportées par les habitants de la commune. Monsieur Jean Boterf, toujours désireux de faire le bien et de ménager les intérêts de la localité, voulant d'autre part que ces terres bénites fussent transportées avec tout le respect qui leur était dû. »

## Personnalités liées à l'église
Prise de possession de la cure du 10 août 1756
Ce document est un des plus anciens documents disponibles sur l'église paroissiale de Nivillac. Il atteste de la prise de possession de la cure de Nivillac par Jean Cosnai.
Liste des recteurs de Nivillac
- 1800 - 1830 : Père Saulny
- 1830 - 1852 : Père Gergaud
- 1852 - 1861 : Père Crambert
- 1861 - 1875 : Père Mouillard
- 1875 - 1875 : Abbé Orhand
- 1875 - 1878 : Père Lefort
- 1878 - 1897 : Jean Gougeon
- 1897 - 1906 : Théodore Eveno
- 1906 - 1912 : Ernest Magnin
- 1912 - 1936 : Victor Boschet
- 1936 - 1946 : Prosper Boulot
- 1946 - 1963 : Calixte Le Breton
- 1963 - 1978 : Alfred Barbier
- 1978 - 1996 : Père Menant
- 1996 - 2011 : Francis Loisel
- 2011 - 2018 : Simon Baron
- depuis 2018 : François-Xavier Robert